# Imrich Bugár
Imrich Bugár (n. 14 aprilie 1955, Ohrady, Trnavský kraj, Slovacia) este un aruncător de disc cehoslovac. Un etnic maghiar, care a reprezentat Cehoslovacia și apoi Cehia, are în palmares o medalie olimpică de argint în 1980, un Campionat European în 1982 și o medalie de aur la ediția inaugurală a Campionatului Mondiale din 1983. Cel mai bun aruncare a lui 71,26 metri îl clasează pe locul al unsprezecelea printre cei mai buni aruncători de disc din toate timpurile.

## Carieră
S-a născut la Ohrady, lângă Dunajská Streda, Slovacia, și a făcut parte din cluburile Inter Bratislava și Dukla Praga. El s-a bucurat de mult succes în primii ani ai carierei, obținând o medalie de bronz la Campionatul European din 1978 din Cehoslovacia, medalia de argint la Jocurile Olimpice din 1980, locul al treilea la Cupa Mondială din 1981, medalia de aur la Campionatul European din 1982 și medalia de aur la Campionatul Mondial din 1983. În 1982 a primit premiul de sportiv al anului în Cehoslovacia.
El a terminat al patrulea la Jocurile Goodwill din 1986, al optulea la Campionatul European din 1986, a șaptelea la Campionatul Mondial din 1987, al doisprezecelea la Jocurile Olimpice din 1988, și al șaptea la Campionatul European din 1990. Apoi a concurat la Campionatele Mondiale din 1991 și 1993, Jocurile Olimpice din 1992  și la Campionatul European din 1994, fără să ajungă în finală. A devenit campion al Cehoslovaciei în 1978, 1979, 1980, 1981, 1982, 1983, 1984, 1985, 1986, 1988, 1990, 1991 și 1992 și campion al Cehiei în 1993 și 1994.
Cea mai bună aruncare a sa a fost de 71,26 metri, reușită în mai 1985 în San Jose. Acesta este recordul Cehiei, iar această aruncare îl clasează pe locul al unsprezecelea printre cei mai buni aruncători de disc din toate timpurile.

## Realizări
| An   | Competiție           | Locație                    | Loc | Note  |
| ---- | -------------------- | -------------------------- | --- | ----- |
| 1978 | Campionatul European | Praga, Cehoslovacia        | 3   | 64,66 |
| 1980 | Jocurile Olimpice    | Moscova, Uniunea Sovietică | 2   | 66,38 |
| 1982 | Campionatul European | Atena, Grecia              | 1   | 66,64 |
| 1983 | Campionatul Mondial  | Helsinki, Finlanda         | 1   | 67,72 |
| 1986 | Campionatul European | Stuttgart, Germania        | 8   | 63,56 |
| 1987 | Campionatul Mondial  | Roma, Italia               | 7   | 65,32 |
| 1988 | Jocurile Olimpice    | Seul, Coreea de Sud        | 12  | 60,88 |
| 1990 | Campionatul European | Split, Iugoslavia          | 7   | 62,36 |
| 1991 | Campionatul Mondial  | Tokio, Japonia             | 13  | 61,90 |
| 1992 | Jocurile Olimpice    | Barcelona, Spania          | 20  | 58,70 |
| 1993 | Campionatul Mondial  | Stuttgart, Germania        | 20  | 58,76 |
| 1994 | Campionatul European | Helsinki, Finlanda         | 15  | 56,64 |